# René De Clercq (schrijver)
René Desiderius De Clercq (Deerlijk, 14 november 1877 – Maartensdijk, 12 juni 1932) was een Vlaams schrijver, dichter, politiek activist en componist.

## Levensloop

### Kindertijd
René De Clercq werd in Deerlijk geboren op 14 november 1877 in het huis, toen herberg Het Damberd, dat nu zijn museum herbergt. Zijn vader, Charles De Clercq (1831-1893), was een kleine vlashandelaar, herbergier en touwslager en verzorgde de hele vlasbewerking vanaf het zaaien tot het zwingelen. Van het afval werden ’s winters koorden gedraaid. Zijn moeder, Paulina Gheysens (1836-1906), was de tweede vrouw van Charles De Clercq. De man was al gehuwd geweest met Cordula D’heygere. In totaal kreeg zijn vader zestien kinderen, van wie René de voorlaatste was. Na de geboorte van het laatste kind, Rachel, verhuisde Charles naar de herberg De Valke op de hoek van de Harelbekestraat en de Kleine Pontstraat, nu Comm. Edmond Ameyestraat.

### Studies
Hij ging in 1896 eerst geneeskunde studeren aan de Universiteit van Gent maar schakelde al snel over op Germaanse filologie. De Clercq raakte via Emmanuel De Bom betrokken bij het literair tijdschrift Van Nu en Straks en in 1901 was hij voorzitter van Rodenbach's Vrienden, Taalkundig Studentengenootschap, dat Julius Mac Leod steunde in zijn strijd voor de vernederlandsing van de universiteit. In het literair blad Jong Vlaanderen (1900-1902) publiceerde hij het euforisch essay "Krachtstorm", over de ontvoogding van het cultuurarme Vlaanderen. Hij ging na zijn promotie in 1902 les geven in Nijvel, Oostende en Gent. In Gent richtte hij met Gustaaf De Smet het Algemeen Kunstverbond voor Beide Vlaanderen op, een culturele vereniging voor de kunst der letteren en beeldende kunsten.

### De Eerste Wereldoorlog en het activisme
De Duitse inval in augustus 1914 deed De Clercq vluchten naar Nederland, waar hij aan de Belgische School in de Van Ostadestraat in Amsterdam les ging geven. Hij werd redacteur van het literair tijdschrift "De Vlaamsche Stem", een blad dat in februari 1915 werd opgericht voor Belgen van Vlaamse afkomst. Hij publiceerde hierin gedichten waarin hij de Vlaamse ontvoogding bepleitte. Het blad geraakte onder Vlaams-nationale invloed in mei 1915 wanneer het blad met Duitse financiële hulp werd overgenomen door de Groot-Nederlandsgezinde Carel Gerretson.  Ook De Clercq evolueerde en werd een Vlaams activist, nadat een met hoofdredacteur Alberic Deswarte op 11 juli verstuurd telegram aan Koning Albert I dat de zelfstandigheid van Vlaanderen bepleitte, negatief beantwoord werd. Het blad waarvan hij inmiddels zelf de hoofdredactie deelde met Antoon Jacob, werd een anti-Belgisch blad. Koning Albert I deed daarop vanachter het IJzerfront een Koninklijk Besluit uitgaan dat hem de onderwijsbevoegdheid afnam. Het blad ging in 1916 ter ziele wegens geldgebrek, nadat het de censuur aan geallieerde zijde niet meer doorkwam en dus ook niet meer aan het IJzerfront geraakte.
De Nederlandse dominee uit Gent Jan Derk Domela Nieuwenhuis Nyegaard haalde hem in 1916 over lid te worden van Jong-Vlaanderen. De Clercq had de aandacht getrokken vanwege zijn redacteurschap van het ballingentijdschrift Dietsche Stemmen, een blad waarin de Groot-Nederlandse gedachte uitvoerig bejubeld werd. De Clercq publiceerde er eind 1915, begin 1916 een hekelschrift in aan de Belgische regering in ballingschap in Le Havre, "Havere tegen Vlaanderen". In 1916 werd hij redacteur van De Toorts, een blad dat tot doel had het Vlaams activisme dat in Nederland als collaboratie gezien werd, te ondersteunen. Hij werd bestuurslid van het "tijdelijk in Holland gevestigde" Nationaal Vlaamsch Komiteit tot Verdediging van de Vlaamsche Zaak in België, dat begin 1917 de Amerikaanse president Wilson een telegram, en de Belgische premier Charles de Broqueville een brief stuurde waarin de Vlaamse kwestie bepleit werd. Het comité ging in mei 1917 op in de "Dietsche Bond".
De oprichting van de Raad van Vlaanderen in mei 1917 haalde in juli 1917 De Clercq over terug te keren naar Vlaanderen. Hij opteerde als lid van de Raad voor een zelfstandig Vlaanderen dat op zou gaan in een Groot-Nederland en verwerkte dat in zijn gedichten. "Daar is maar één Vlaanderen", een lied van hem uit 1917, getoonzet door Jef Van Hoof, groeide uit tot het officieuze volkslied van de Vlaams-activisten. Op 11 november 1917 nam hij als spreker deel aan de Alhambrameeting, die op 22 december 1917 leidde tot het daadwerkelijk uitroepen van de Vlaamse onafhankelijkheid door de Raad. De Clercq was toen ook hoofdredacteur van de Gazet van Brussel en bejubelde het gebeurde. Van de Dietsche Bond werd hij ondervoorzitter. Op instigatie van de Duitse gouverneur-generaal voor België, Freiherr Ludwig von Falkenhausen, werd hij benoemd tot conservator in het Brusselse Wiertz-museum. In november 1917 maakte hij een culturele tournee door Duitsland waar hij door de Deutsch-Vlämische Gesellschaft hartelijk onthaald werd. In januari 1918 werd hij ondervoorzitter van de Raad van Vlaanderen en bereidde hij de "volksraadplegingen" voor. Ook bij de oprichting in Vlaanderen van afdelingen van de Deutsch-Vlämische Gesellschaft was hij betrokken. Maar zodra president Wilson in oktober 1918 - het nakende Duitse verlies aan het Westelijk front was inmiddels onafwendbaar - de onvoorwaardelijke terugtrekking van Duitsland uit Vlaanderen eiste, vluchtten de leden van de Raad van Vlaanderen naar Nederland en Duitsland.
| KONIJNTJE Konijntje kan zijn oortjes stellen, Konijntje kan zijn oogjes schuinen, heeft al zeven springgezellen om te hollen op de duinen. Langoor, Schuinoog, Huppelbeentje droomt nu in zijn eentje. Onze baby's, Amsterdam (De Hooge Brug), 1920 |

### Repressie
De vrees voor Repressie na de wapenstilstand deed De Clercq terugvluchten naar Nederland waar hij het over hem in België in 1920 uitgesproken doodvonnis per brief vernam . Hij bracht zijn verdere leven door met het onderwijzen van kinderen van gevluchte Vlaamse activisten en het publiceren van zijn werken. In 1920 ging hij op tournee door Nederland met zelfgeschreven muziekwerken die hij met een combo uitvoerde. Ook voor de Dietsche Bond en De Toorts bleef hij actief, en in Duitsland hield hij regelmatig lezingen over de Vlaamse en Duitse letteren. Pas in 1929, nadat de Amnestiewet van kracht werd, keerde hij eenmalig voor een kort bezoek terug naar Vlaanderen.

### Overlijden
René De Clercq overleed op 54-jarige leeftijd in Maartensdijk. Hij werd begraven in het Nederlandse dorpje Lage Vuursche.

## Auteur en componist
De Clercq schreef talloze proza- en poëziewerken. Meer dan 170 componisten hebben van zijn gedichten liederen gemaakt.
Hij was zelf als toondichter actief. Hij componeerde:
- meer dan 200 liederen,
- de opera De gouden vrouw (nooit uitgevoerd),
- het zangspel Huibert Poot op tekst van Volkner (in 1929 uitgevoerd voor AVRO-radio),
- Kaïn, Bijbels treurspel,
- Saül en David, Bijbels treurspel,
- Absolon, Bijbels treurspel.

## Eerbetoon

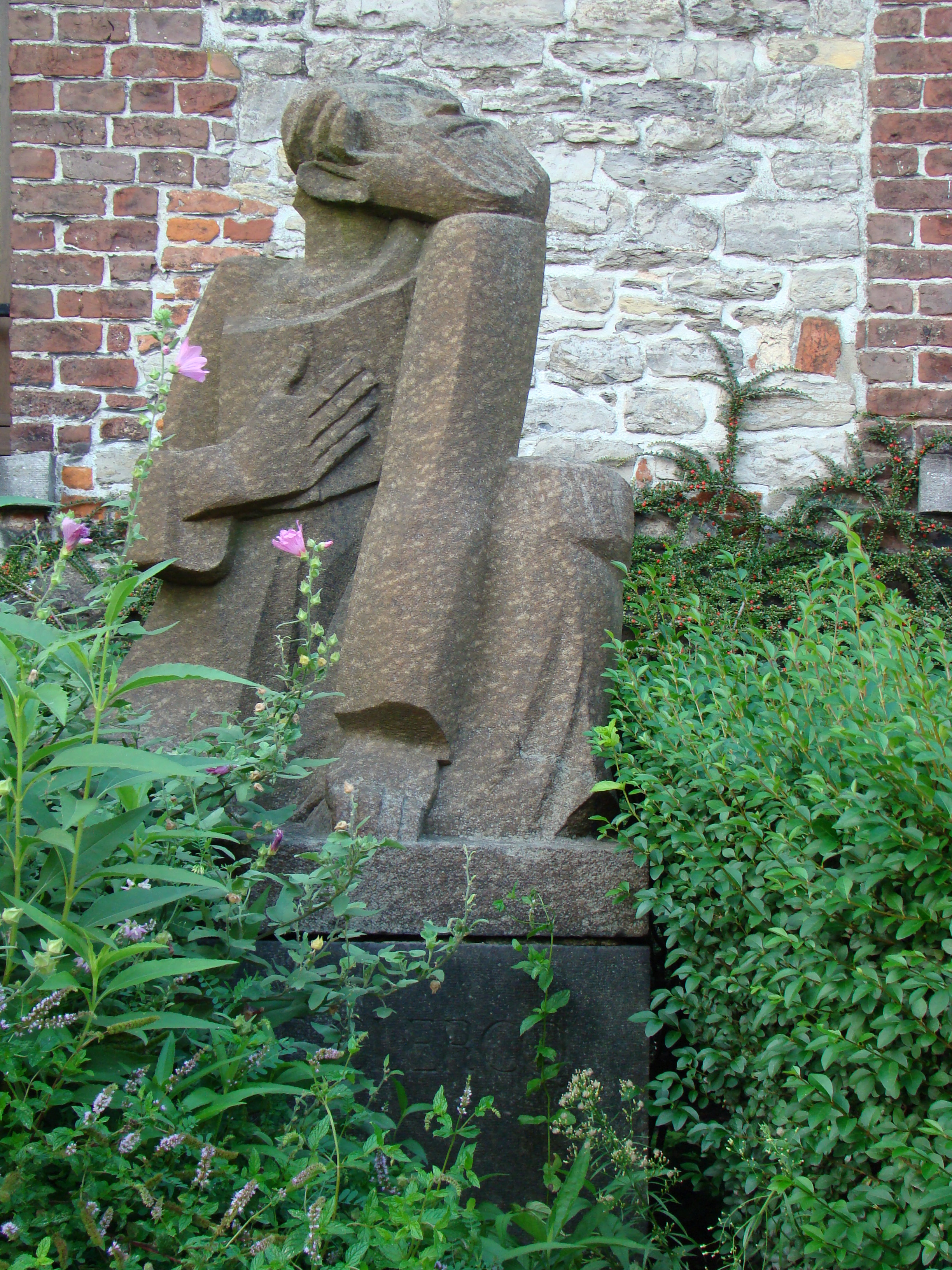
Gedenkbeeld en graf René De Clercq in Deerlijk

In 1940 werd de straat waar hij is geboren, de Leegstraat, omgedoopt tot René De Clercqstraat. Het geboortehuis van De Clercq kreeg in 1979 een bescherming als monument. In de daaropvolgende jaren werd het gebouw gerestaureerd en ingericht als museum. De officiële opening volgde in 1991.
Vijftig jaar na zijn dood – in 1982 – werd De Clercq herbegraven in zijn geboorteplaats Deerlijk, aan de zuidoostelijke hoek van de Sint-Columbakerk. Het in 1936 in Maartensdijk ingehuldigde grafmonument verhuisde mee en werd op het graf geplaatst. Het is een werk van de beeldhouwer Jozef Cantré, een vriend van De Clercq.
In Deerlijk beheert het René De Clercqgenootschap (voorheen: René De Clercqstichting) zijn culturele nalatenschap. Elk jaar herdenkt deze organisatie, in samenwerking met Ic Dien, zijn sterfdag aan het grafmonument bij de Sint-Columbakerk. Daarbij worden onder meer liederen en gedichten van De Clercq gezongen en voorgedragen.
René De Clercq maakt samen met Pieter Jan Renier en zijn mentor Hugo Verriest deel uit van de zgn. 'Deerlijks drie groten', dit zijn de drie beroemdste personen van deze gemeente.
Schoonzoon Pieter Vis, opera- en volkszanger en weduwnaar van De Clercqs dochter Elza, beheert de in 1989 door haar testamentair opgerichte Elza Vis - De Clercq Stichting, die het bevorderen van het Noord- en Zuidnederlands volks- en kunstlied ten doel stelt, zoals René ten voorbeeld strekte.

## Voorouders
René De Clercq wordt sterk geassocieerd met de gemeente Deerlijk, zijn geboorteplaats, waar eveneens het museum René De Clercq gevestigd is. Desalniettemin waren zijn voorouders niet enkel uit Deerlijk afkomstig, maar ook uit Sint-Denijs bij Zwevegem tot aan het einde van de 18de eeuw. Hieronder volgen zijn directe voorouders:
- Joseph Ignace Declercq (woonde in Sint-Denijs voor hij huwde, is overleden in Sint-Denijs op 22-02-1792) huwde in Vichte op 12-10-1774 met Marie Joanna Thérèse D'Haveloose uit Vichte. De huwelijksgetuige was Pierre Declercq.
  - Jean-Baptiste Declercq (geboren in Sint-Denijs op 14-10-1779, is overleden in Deerlijk op 28-03-1848) huwde met Rosalia Alsberghe (geboren in Otegem op 04-03-1789, overleden in Deerlijk op 11-11-1858)
    - Charles Louis Declercq (geboren in Deerlijk in 1831, is overleden in Deerlijk in 1893) huwde met Pauline Gheysens (geboren in 1836 en overleden in 1906)
      - René Desiderius De Clercq

## Werken
- 1896 - Gedichten
- 1898 - Het Lied van Bacchus
- 1898 - Halewijn's straf
- 1900 - Echo's
- 1900 - Ideaal, een sonnettenkrans
- 1901 - Leus
- 1902 - Guido Gezelle's dichtwerk, eenige esthetische beschouwingen (proefschrift)
- 1902 - De Vlasgaard: zangspel in drie bedrijven en vier tafereelen (toneelstuk)
- 1902 - Natuur
- 1903 - Terwe: een verhaal in verzen (roman)
- 1903 - Liederen voor het volk
- 1905 - Verzameling vaderlandsche schoolzangen
- 1907 - Gedichten
- 1907 - Het lied van den arbeid
- 1907 - Twee liederen: mezzo en sopraan (met medewerking van Willem Andriessen)
- 1908 - Wiegenlied: mélodie met pianobegeleiding
- 1909 - Toortsen
- 1909 - Drie liederen: voor middenstem (met medewerking van Willem Andriessen)
- 1910? - Zes liederen: elfde reeks (muziek van Emiel Hullebroeck; tekst o.a. van René De Clercq)
- 1911 - Uit de diepten
- 1911 - Een dag
- 1912 - De hoeven (toneelstuk) (in samenwerking met Johan Lefèvre)
- 1912 - Het Rootland (roman)
- 1913 - Harmen Riels (roman, autobiografisch)
- 1915 - De zware Kroon: verzen over den oorlogstijd (over de Duitse invallers)
- 1915 - Van aarde en hemel
- 1915? - Twee René De Clercq-liederen
- 1915 -  Oorlog
- 1916 - Uit zonnige jeugd
- 1916 - De noodhoorn, vaderlandsche liederen
- 1917 - Das Nothorn
- 1917 - Vaderlandsche Liederen (Vlaamse uitgave van "De noodhoorn")
- 1918 - Tamar: bijbelsch verhaal in verzen (vernoemd naar Tamar)
- 1919 - Uilenspiegel: de legende en de heldhaftige, vrolijke en roemruchte daden van Uilenspiegel en Lamme Goedzak in Vlaanderenland en elders (naar Tijl Uilenspiegel) (vertaling van de liederen door René De Clercq)
- 1919 - Maria Magdalena: bijbelsch verhaal in verzen (naar Maria Magdalena, apostel)
- 1920/21 - Liederen, zangstem, piano (5 banden - partituren, met medewerking van Willem Andriessen)
- 1920 - Onze baby's / Sjoerd Kuperus met gedichten van René De Clercq
- 1921? - Klingklang, klokke-bei: zes meiliedjes (tekst: René De Clercq en David Tomkins, muziek: Catharina van Rennes)
- 1921 - Adeste, zangstem, piano
- 1921 - Avondlied, zangstem, piano
- 1921 - Het boek der liefde
- 1923 - De gouden vrouw
- 1924 - De koele mei
- 1925 - Meidoorn: verzen
- 1926 - Het zonnefluitje (onder het pseudoniem H.C. Joesken)
- 1927 - De noodhoorn (vermeerderde uitgave)
- 1927 - Liederen voor Nederland en Vlaanderen
- 1927 - Te lande
- 1927 - Een wijnavond bij dr. Aldegraaf (roman)
- 1928 - Van aarde en hemel (heruitgave)
- 1929 - Huibert Poot of dichter en boer
- 1930 - Avonturen van Don Quichote (roman)
- 1930 - De Historie van Doctor Johannes Faustus (over Faust) (roman)
- 1930 - Voor-1830-na: een bundel opstellen en gedachten
- 1932? - Kerstverlangen (muziek: Lieven Duvosel)
- 1932 - Het beste uit de gedichten van René De Clercq (postuum)
- 1934 - Kaïn, Saul en David, Absalom: treurspelen (toneelstukken) (postuum) (naar Kaïn, Saul, Koning David en Absalom)
- 1937 - Nagelaten gedichten (postuum)
- 1937 - Overgebleven gedichten (postuum)
- 1937 - Meeningen van René De Clercq (postuum)
- 1943 - Vaderlandsche liederen (heruitgave, postuum)
- 1964 - Daar is maar één land (postuum)